# Wereldkampioenschap shorttrack (teams)
Het Wereldkampioenschap shorttrack voor teams (Officieel: ISU World Short Track Speed Skating Championships) werd van 1991 tot en met 2011 jaarlijks georganiseerd door de ISU. In tegenstelling tot het individuele wereldkampioenschap reden bij deze wedstrijd landenteams van vier rijders tegen elkaar op de volgende afstanden: 500, 1000 en 3000 meter. Mannen reden daarnaast ook nog een aflossingsrace van 5000 meter, dames reden de 3000 meter aflossing.

## Wedstrijdverloop
Gedurende het twee dagen durende wereldkampioenschap werden acht landenteams verdeeld over twee groepen. Deze groepen werkten afzonderlijk het volledige wedstrijdprogramma af. Op de 500 en 1000 meter werden vier ritten verreden, waaraan telkens één rijder van een team deelnam. Op de 3000 meter startten alle rijders in één rit. Op deze afstand mochten slechts twee rijders van een team deelnemen. In elke rit verdienden rijders punten voor hun land. De nummer één in een rit verdient 5 punten, de nummer twee 3 punten, de nummer drie 2 punten en de rijder die als vierde en laatste over de finish kwam kreeg 1 punt. Op de aflossing werden dubbele punten toegekend (10, 6, 4 en 2).
De twee teams die na de vier afstanden de meeste punten hadden plaatsten zich direct voor de finale. De nummers twee en drie van elke groep reden een herkansingsronde over alle afstanden. De nummers 1 en 2 van deze herkansing plaatsten zich ook voor de finale, zodat er vier landen in de finaleronde stonden. Het team dat het hoogste aantal punten behaalde in de finaleronde won de wedstrijd. Bij een gelijke stand won het team met de meeste punten in de aflossingsrace.

## Deelname
Op basis van het officiële teamklassement worden de zeven beste teams uitgenodigd voor het WK. Het organiserende land doet automatisch mee. De landen die de posities 1, 3, 5 en 7 innemen op de ranglijst worden samen in één groep geplaatst, de landen andere landen (positie 2, 4, 6 en 8) rijden in groep twee.

## Winnaars

### Mannen
| Jaar | Plaats          | Goud             | Zilver     | Brons            |
| ---- | --------------- | ---------------- | ---------- | ---------------- |
| 1991 | Seoel           | Japan            | Zuid-Korea | Canada           |
| 1992 | Nobeyama        | Zuid-Korea       | Italië     | Japan            |
| 1993 | Boedapest       | Italië           | Canada     | Zuid-Korea       |
| 1994 | Cambridge       | Zuid-Korea       | Canada     | Italië           |
| 1995 | Zoetermeer      | Canada           | Zuid-Korea | Verenigde Staten |
| 1996 | Lake Placid     | Canada           | Zuid-Korea | Italië           |
| 1997 | Seoel           | Zuid-Korea       | Japan      | Italië           |
| 1998 | Bormio          | Canada           | Zuid-Korea | Italië           |
| 1999 | St. Louis       | China            | Canada     | Japan            |
| 2000 | Den Haag        | Canada           | Zuid-Korea | Italië           |
| 2001 | Nobeyama        | Canada           | China      | Zuid-Korea       |
| 2002 | Milwaukee       | China            | Canada     | Zuid-Korea       |
| 2003 | Sofia           | Canada           | Zuid-Korea | China            |
| 2004 | Sint-Petersburg | Zuid-Korea       | Canada     | Italië           |
| 2005 | Chuncheon       | Canada           | Zuid-Korea | China            |
| 2006 | Montreal        | Zuid-Korea       | Canada     | China            |
| 2007 | Boedapest       | Canada           | Zuid-Korea | Italië           |
| 2008 | Harbin          | Verenigde Staten | Canada     | Zuid-Korea       |
| 2009 | Heerenveen      | Zuid-Korea       | Canada     | Verenigde Staten |
| 2010 | Bormio          | Zuid-Korea       | Canada     | China            |
| 2011 | Warschau        | Zuid-Korea       | China      | Canada           |

### Vrouwen
| Jaar | Plaats          | Goud       | Zilver     | Brons            |
| ---- | --------------- | ---------- | ---------- | ---------------- |
| 1991 | Seoel           | Canada     | China      | Nederland        |
| 1992 | Nobeyama        | Zuid-Korea | Japan      | China            |
| 1993 | Boedapest       | Italië     | Zuid-Korea | Rusland          |
| 1994 | Cambridge       | Canada     | Zuid-Korea | Italië           |
| 1995 | Zoetermeer      | Zuid-Korea | China      | Canada           |
| 1996 | Lake Placid     | Zuid-Korea | Italië     | Verenigde Staten |
| 1997 | Seoel           | Zuid-Korea | Canada     | Japan            |
| 1998 | Bormio          | China      | Zuid-Korea | Canada           |
| 1999 | St. Louis       | China      | Canada     | Zuid-Korea       |
| 2000 | Den Haag        | China      | Zuid-Korea | Japan            |
| 2001 | Nobeyama        | China      | Zuid-Korea | Canada           |
| 2002 | Milwaukee       | Zuid-Korea | China      | Canada           |
| 2003 | Sofia           | Zuid-Korea | China      | Italië           |
| 2004 | Sint-Petersburg | Zuid-Korea | China      | Italië           |
| 2005 | Chuncheon       | Zuid-Korea | China      | Canada           |
| 2006 | Montreal        | Zuid-Korea | China      | Canada           |
| 2007 | Boedapest       | Zuid-Korea | China      | Canada           |
| 2008 | Harbin          | China      | Zuid-Korea | Canada           |
| 2009 | Heerenveen      | China      | Zuid-Korea | Verenigde Staten |
| 2010 | Bormio          | Zuid-Korea | Canada     | Italië           |
| 2011 | Warschau        | Zuid-Korea | China      | Verenigde Staten |

## Medailleverdeling
Na eenentwintig kampioenschappen voor mannen en vrouwen was er de volgende medaillespiegel.
|   | Naam             | Goud | Zilver | Brons | Totaal |
| - | ---------------- | ---- | ------ | ----- | ------ |
| 1 | Zuid-Korea       | 20   | 15     | 5     | 40     |
| 2 | Canada           | 11   | 11     | 10    | 32     |
| 3 | China            | 8    | 11     | 5     | 24     |
| 4 | Italië           | 2    | 3      | 11    | 16     |
| 5 | Japan            | 1    | 2      | 4     | 7      |
| 6 | Verenigde Staten | 1    | 0      | 5     | 6      |
| 7 | Rusland          | 0    | 0      | 1     | 1      |
| 8 | Nederland        | 0    | 0      | 1     | 1      |

Wereldkampioenschap shorttrack (individueel)

Champaign 1976 · 
Grenoble 1977 · 
Solihull 1978 · 
Quebec 1979 · 
Milaan 1980 · 
Meudon 1981 · 
Moncton 1982 · 
Tokio 1983 · 
Peterborough 1984 · 
Amsterdam 1985 · 
Chamonix 1986 · 
Montreal 1987 · 
St. Louis 1988 · 
Solihull 1989 · 
Amsterdam 1990 · 
Sydney 1991 · 
Denver 1992 · 
Peking 1993 · 
Guildford 1994 · 
Gjövik 1995 · 
Den Haag 1996 · 
Nagano 1997 · 
Wenen 1998 · 
Sofia 1999 · 
Sheffield 2000 · 
Jeonju 2001 · 
Montreal 2002 · 
Polen 2003 · 
Göteborg 2004 · 
Peking 2005 · 
Minneapolis 2006 · 
Milaan 2007 · 
Gangneung 2008 · 
Wenen 2009 · 
Sofia 2010 · 
Sheffield 2011 · 
Shanghai 2012 · 
Debrecen 2013 · 
Montreal 2014 · 
Moskou 2015 · 
Seoel 2016 · 
Rotterdam 2017 · 
Montreal 2018 ·
Sofia 2019 ·
Seoel 2020 ·
Dordrecht 2021 ·
Montreal 2022 ·
Seoel 2023 ·
Rotterdam 2024 ·
Peking 2025
Wereldkampioenschap shorttrack (teams)

Seoul 1991 · 
Nobeyama 1992 · 
Boedapest 1993 · 
Cambridge 1994 · 
Zoetermeer 1995 · 
Lake Placid 1996 · 
Seoel 1997 · 
Bormio 1998 · 
St. Louis 1999 · 
Den Haag 2000 · 
Nobeyama 2001 · 
Milwaukee 2002 · 
Boedapest 2003 · 
Sint-Petersburg 2004 · 
Chuncheon 2005 · 
Montreal 2006 · 
Boedapest 2007 · 
Harbin 2008 · 
Heerenveen 2009 · 
Bormio 2010 · 
Warschau 2011
Wereldkampioenschappen shorttrack junioren

Seoel 1994 ·
Calgary 1995 ·
Courmayeur 1996 ·
Marquette 1997 ·
Saint Louis 1998 ·
Montreal 1999 ·
Székesfehérvár 2000 ·
Warschau 2001 ·
Chuncheon 2002 ·
Boedapest 2003 ·
Peking 2004 ·
Belgrado 2005 ·
Miercurea Ciuc 2006 ·
Mladá Boleslav 2007 ·
Bozen 2008 ·
Sherbrooke 2009 ·
Taipei 2010 ·
Courmayeur 2011 ·
Melbourne 2012 ·
Warschau 2013 ·
Erzurum 2014 ·
Osaka 2015 ·
Sofia 2016 ·
Innsbruck 2017 ·
Tomaszów Mazowiecki 2018 ·
Montreal 2019 ·
Bormio 2020 ·
Salt Lake City 2021 ·
Gdańsk 2022 ·
Dresden 2023 ·
Gdańsk 2024 ·
Calgary 2025